# Дрње
Дрње је насељено место и седиште општине у Копривничко-крижевачкој жупанији, Република Хрватска.

## Историја
До територијалне реорганизације у Хрватској налазило се у саставу бивше велике општине Копривница.

## Становништво
На попису становништва 2011. године, општина Дрње је имала 1.863 становника, од чега у самом Дрњу 970.

## Попис1991.
На попису становништва 1991. године, насељено место Дрње је имало 1.158 становника, следећег националног састава:
| Попис 1991.‍   | Попис 1991.‍  | Попис 1991.‍ | Попис 1991.‍ | Попис 1991.‍ |
| ------------- | ------------ | ----------- | ----------- | ----------- |
|               |              |             |             |             |
| Хрвати        | Хрвати       |             | 1.042       | 89,98%      |
| Роми          | Роми         |             | 88          | 7,59%       |
| Срби          | Срби         |             | 8           | 0,69%       |
| Албанци       | Албанци      |             | 4           | 0,34%       |
| Југословени   | Југословени  |             | 4           | 0,34%       |
| остали        | остали       |             | 1           | 0,08%       |
| неопредељени  | неопредељени |             | 9           | 0,77%       |
| регион. опр.  | регион. опр. |             | 1           | 0,08%       |
| непознато     | непознато    |             | 1           | 0,08%       |
| укупно: 1.158 |              |             |             |             |